# Formazione degli Uriah Heep
la storica band britannica Uriah Heep ha subito nel corso degli anni vari cambi di formazione; l'unico membro stabile della band è il chitarrista Mick Box.

## Formazioni

### Formazione attuale
- Bernie Shaw, Voce (1986-presente)
- Mick Box, Chitarra (1969-presente)
- Phil Lanzon, Tastiere (1986-presente)
- Davey Rimmer, Basso (2013-presente)
- Russell Gilbrook, Batteria (2007-presente)

### Membri precedenti
- David Byron - voce (1969-1976)
- Ken Hensley - tastiera (1969-1980)
- Lee Kerslake - batteria (1973-1980; 1981-2007)
- Trevor Bolder - basso (1976-1981; 1985-2013)
- Paul Newton - basso (1969-1971)
- Alex Napier - batteria (1969-1970)
- Nigel Olsson - batteria (1970-1971)
- Keith Baker - batteria (1971-1972)
- Ian Clarke - batteria (1971)
- Gary Thain - basso (1972-1974)
- John Wetton - basso (1974-1976)
- John Lawton - voce (1976-1979)
- John Sloman - voce (1980-1982)
- Chris Slade - batteria (1980-1981)
- Bob Daisley - basso (1981-1985)
- John Sinclair, tastiere (1982-1986)
- Peter Goalby, voce (1982-1986)
- Steff Fontaine, voce (1986)
- Gregg Dechert, tastiere (1980-1982)

## Cronologia delle formazioni

### Dicembre 1969 - gennaio 1970
- David Byron, Voce
- Mick Box, Chitarra
- Ken Hensley, Tastiere
- Paul Newton, Basso
- Alex Napier, Batteria

### Gennaio 1970 - febbraio 1970
- David Byron - Voce
- Mick Box - Chitarra
- Ken Hensley - Tastiere
- Paul Newton - Basso
- Nigel Olsson - Batteria

### Febbraio 1970 - ottobre 1970
- David Byron - Voce
- Mick Box - Chitarra
- Ken Hensley - Tastiere
- Paul Newton - Basso
- Keith Baker - Batteria

### Ottobre 1970 - febbraio 1972
- David Byron - Voce
- Mick Box - Chitarra
- Ken Hensley - Tastiere
- Paul Newton - Basso
- Ian Clarke - Batteria

### Febbraio 1972 - febbraio 1975
- David Byron - Voce
- Mick Box - Chitarra
- Ken Hensley - Tastiere
- Gary Thain - Basso
- Lee Kerslake - Batteria

### Marzo 1975 - agosto 1976
- David Byron - Voce
- Mick Box - Chitarra
- Ken Hensley - Tastiere
- John Wetton - Basso
- Lee Kerslake - Batteria

### Settembre 1976 - ottobre 1979
- John Lawton - Voce
- Mick Box - Chitarra
- Ken Hensley - Tastiere
- Trevor Bolder - Basso
- Lee Kerslake - Batteria

### Novembre 1979 - maggio 1980
- John Sloman - Voce
- Mick Box - Chitarra
- Ken Hensley - Tastiere
- Trevor Bolder - Basso
- Chris Slade - Batteria

### Luglio 1980 - settembre 1982
- John Sloman - Voce
- Mick Box - Chitarra
- Gregg Dechert -  Tastiere
- Trevor Bolder - Basso
- Chris Slade - Batteria

### Giugno 1982 - aprile 1983
- Peter Goalby - Voce
- Mick Box - Chitarra
- John Sinclair - Tastiere
- Bob Daisley - Basso
- Lee Kerslake - Batteria

### Maggio 1983 - novembre 1985
- Peter Goalby - Voce
- Mick Box - Chitarra
- John Sinclair - Tastiere
- Trevor Bolder - Basso
- Lee Kerslake - Batteria

### Luglio 1986 - settembre 1986
- Steff Fontaine - Voce
- Mick Box - Chitarra
- Phil Lanzon - Tastiere
- Trevor Bolder - Basso
- Lee Kerslake - Batteria

### Settembre 1986 - gennaio 2007
- Bernie Shaw - Voce
- Mick Box - Chitarra
- Phil Lanzon - Tastiere
- Trevor Bolder - Basso
- Lee Kerslake - Batteria

### Marzo 2007 - maggio 2013
- Bernie Shaw - Voce
- Mick Box - Chitarra
- Phil Lanzon - Tastiere
- Trevor Bolder - Basso
- Russell Gilbrook - Batteria

### Maggio 2013 - presente
- Bernie Shaw - Voce
- Mick Box - Chitarra
- Phil Lanzon - Tastiere
- Davey Rimmer - Basso
- Russell Gilbrook - Batteria